# TSV Berchtesgaden
Der Turn- und Sportverein Berchtesgaden (TSV Berchtesgaden) ist ein bayerischer Sportverein mit derzeit 15 Abteilungen in Berchtesgaden. Die größten Erfolge errang der Verein zuletzt mit der Ringerabteilung, die 25 Jahre lang auch in der 2. Ringer-Bundesliga vertreten war und mit Josef Sunkler 1980 den Junioren-Ringer-Vizeweltmeister stellte.

## Geschichte
Am 2. Juni 1883 wurde der Turn- und Sportverein Berchtesgaden gegründet. Sein erster „Sommer-Turnplatz“ wurde ihm von der Berchtesgadener Schützengesellschaft an der Schießstätte zur Verfügung gestellt und die Gemeinde Berchtesgaden überließ ihm ab 1886 die unteren Räume des Schulhauses im Markt als „Winterturnplatz“. Die Fahnenweihe wurde am 29. Juli 1889 gefeiert.

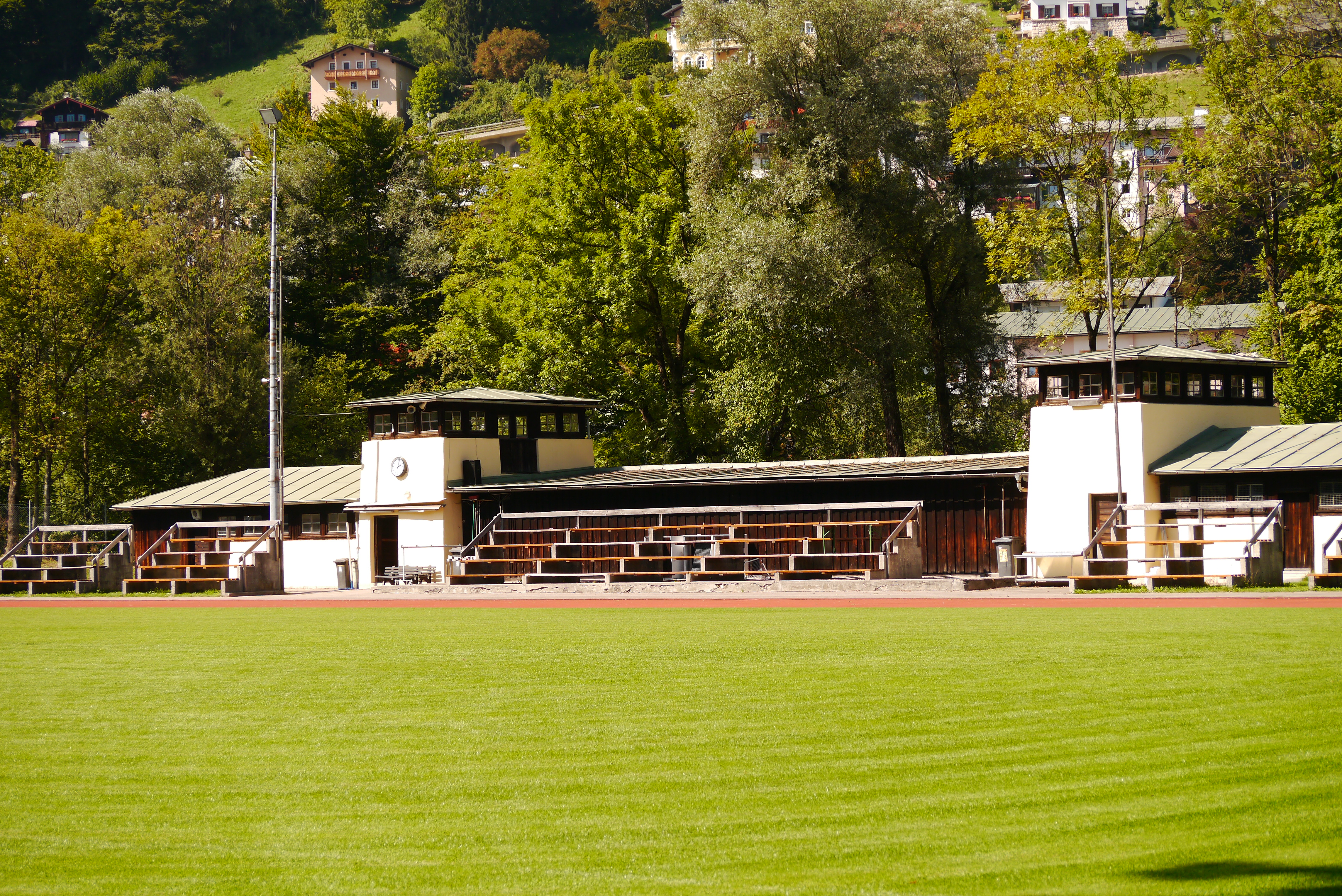
Sportplatz des TSV Berchtesgaden

Am 26. September 1920 fand in Berchtesgaden das erste nationale Sportfest statt, und am 12. November 1920 wurde der Turnplatz auf die Breitwiese unweit des Salzbergwerks verlegt, der 1937 in „unbezahlter Gemeinschaftsarbeit“ zu einer neuzeitlichen Sportanlage mit Schwimmbecken und Tribünen ausgebaut wurde und noch heute u. a. vom TSV Berchtesgaden genutzt wird.
Die erste Turnhalle Berchtesgadens ist 1924 bis 1925 in der Bahnhofstraße errichtet worden, die erst 1966 von dem Neubau zweier nicht zuletzt auch dem Schulsport dienenden Sporthallen gleich neben dem Sportplatz an der Breitwiese abgelöst wurde.
Am 19. November 1945 wurde in Berchtesgaden das erste Fußballspiel unter Mitwirkung des TSV nach dem Zweiten Weltkrieg ausgetragen. Offiziell neu zugelassen durch die amerikanische Besatzungsmacht am 21. September 1946, spielte die 1. Mannschaft des TSV dann durchgehend bis 1962 in der A-Klasse, danach stiegen sie in die B-Klasse ab (1967 und 1977 Meister B-Klasse), um dann 2003 in die Kreisliga aufzusteigen (2012 Meister Kreisklasse sowie 2008, 2015 und 2018 Gewinn des Berchtesgadener Anzeiger-Cups). Ein langjähriger Leiter der Fußballabteilung war der frühere Rennrodler Max Leo (1941–2012).
Ab dem Aufstieg in der Saison 1974/75 in die damalige Regionalliga (Gruppe Süd), die ab der Saison 1978/79 in 2. Ringer-Bundesliga umbenannt wurde, verblieb die Ringer-Abteilung des TSV Berchtesgaden bis zur Saison 1998/99 insgesamt 25 Jahre in der 2. Ringer-Bundesliga, wurde sogar am Ende der Saison 1992/93 Zweitligameister der Staffel Süd und hat in der Zeit auch zwei Deutsche Juniorenmeister (1979, 1982) und einen Junioren-Ringer-Vizeweltmeister (1980) gestellt. (Siehe Abschnitt: Erfolge im Ringen)

## Abteilungen
Die 15 Abteilungen sind: (In Klammern, soweit ausgewiesen, Mannschaftsbezeichnung und derzeit (Stand: 2017) jeweils höchste Wettbewerbs- bzw. Spielklasse)
- Basketball (zuletzt Kreisklasse A, seit Spielrunde 2011/12 keine Mannschaft im Spielbetrieb)[6]
- bodyArt (funktionelle Ganzkörpergymnastik)
- Fußball (seit 1922,[5] aktuell: C-Klasse)[7]
- Judo
- Leichtathletik
- Nordic Walking
- Reha-Sport
- Ringen (Bayernliga)[8]
- Schäfflertanz (seit 1928 alle 7 Jahre, außer 1942)[9]
- Schwimmen
- Step-Aerobic
- Tischtennis (Diese Abteilung wird leicht abweichend von den anderen samt Gründungsjahr unter der Bezeichnung TSV 1883 Berchtesgaden geführt; Jugend: Verbandsliga Bayern-Südost, Erwachsene: Bezirksliga (Bayerischer TTV – Oberbayern Ost))[10][11]
- Trampolin (seit 1975, zuletzt Teilnahme an oberbayerischen Meisterschaften)[12]
- Turnen/Gymnastikgruppen
- Volleyball (Broadwiesn BGL, Mixed, 1. Landesliga Salzburg)[13]

### Erfolge in der Leichtathletik
Jahrzehntelang galt der TSV Berchtesgaden als „Hochburg der Leichtathletik“. Die Vereinsmitglieder errangen viele Siege u. a. bei bayerischen und deutschen Meisterschaften. (In Klammern die jeweiligen Austragungsorte.)
- Franz Folger wurde in den 1920er und 1930er Jahren mehrfach Sieger bei Gauturnfesten
- Jörg Buchert jeweils im Hochsprung: Bayerischer Meister 1974; 5. Platz bei der Deutschen Leichtathletik-Meisterschaft 1975 (Gelsenkirchen) sowie dann als Mitglied von LAC Quelle Fürth 3. Platz bei der Deutschen Leichtathletik-Meisterschaft 1976 (Frankfurt am Main)
- Sepp Schübel (Jahrgang 1918): 1978 deutscher Meister seiner Altersklasse im Hochsprung und im Kugelstoßen (Leverkusen)

### Erfolge im Ringen
Die Ringerabteilung war insgesamt 25 Jahre lang in der 2. Ringer-Bundesliga vertreten. So wurde sie in der Saison 1973/74 Meister der Bayernliga (Gruppe Süd) und stieg dadurch in der Saison 1974/75 in die damalige Regionalliga (Gruppe Süd) auf, die ab der Saison 1978/79 in 2. Bundesliga umbenannt wurde. Diese Saison beendete der TSV auf dem 3. Platz. Weitere gute Platzierungen erreichte der TSV in der Saison 1992/93 (Platz 1 bzw. Zweitligameister der Staffel Süd, scheiterte jedoch beim Aufstiegskampf in die 1. Bundesliga am SV Freiburg-Haslach), Saison 1993/94 (Platz 3), 1994/95 (Platz 3) und 1995/96 (Platz 2). Erst nach insgesamt 25 Jahren stieg der TSV Berchtesgaden in der Saison 1998/99 in die Bayernliga ab und hat seither den Wiederaufstieg in die 2. Bundesliga nicht mehr geschafft. Nach einem weiteren Auf und Ab treten die Ringer des TSV Berchtesgaden seit 2016 in der Bayernliga an.
Nachfolgende Einträge ebenfalls laut Angaben von Hellmut Schöner: (In Klammern die jeweiligen Austragungsorte.)
- Josef Sunkler: 1979 Deutscher Juniorenmeister (bis 62 kg), 1980 Juniorenvizeweltmeister (Colorado Springs, USA)
- Alois Sunkler: 1982 Deutscher Juniorenmeister (griechisch-römisch)

## Bekannte Vereinsmitglieder
- Paul Böhmer (1907–1983): 1937 Deutscher Meister im Halbschwergewicht (Flensburg)[4][22]
- Bernd Drechsel (1953–2017), geboren in Karl-Marx-Stadt, war Dritter der Europameisterschaft 1975 im griechisch-römischen Stil im Bantamgewicht und rang 1990/91 und 1991/92[23] für den TSV Berchtesgaden in der 2. Ringer-Bundesliga.[24]
- Franz Fegg (1954–2016), der gebürtige Berchtesgadener begann seine Fußballkarriere im TSV Berchtesgaden in der ehemaligen A-Klasse, wechselte dann in mehrere Vereine der 2. Division der österreichischen Bundesliga und war dann Fußballtrainer von Vereinen in der drittklassigen Regionalliga West Österreichs.
- Ludwig Gaim wurde 1920 als Turnwart des TSV Berchtesgaden und zugleich Mitglied im TSV 1860 München nach 1915, 1916 und 1918 zum vierten Mal Deutscher Meister im Stabhochsprung.[1]
- Max Leo (1941–2012), geboren in Tegernsee, war deutscher Rennrodler und nach Karriereende und seiner Heirat mit Burgl Färbinger u. a. viele Jahre lang Leiter der Fußballabteilung des TSV Berchtesgaden.